# Harry Potter and the Deathly Hallows: Part II (игра)
Harry Potter and the Deathly Hallows: Part II (с англ. — «Гарри Поттер и Дары Смерти: часть II») — компьютерная игра, разработанная студией EA Bright Light и изданная компанией Electronic Arts; продолжение Harry Potter and the Deathly Hallows: Part I.
Выход Harry Potter and the Deathly Hallows: Part II был приурочен к премьере одноимённого фильма, которая состоялась 13 июля 2011 года, и который поставлен по роману Джоан Роулинг.
Игра выпущена на персональном компьютере, игровых консолях PlayStation 3, Xbox 360, Wii, Nintendo DS и мобильных телефонах.

## История разработки
См. также историю разработки предыдущей части
Первые сведения о разработке второй части игры «Гарри Поттер и Дары Смерти» появились 1 июня 2010 года, одновременно с анонсом первой части.

 В своём официальном пресс-релизе компания Electronic Arts сообщает, что за разработку ответственна английская студия EA Bright Light.
Позднее появились сведения о врагах — Гарри предстоит сражаться с Пожирателями смерти, дементорами, великанами и различными другими существами; игровых уровнях и технических особенностях игры. Стало известно, что в играх задействован новый игровой движок и Система кодирования лицевых движений (англ. Facial Action Coding System) для создания реалистичной лицевой мимики.
В конце апреля 2011 года был размещён первый видеоролик из игры (позднее появилась и переведённая на русский язык версия), а 13 июля состоялся выход игры.

## Сюжет
Игра начинается там, где заканчивается Harry Potter and the Deathly Hallows: Part I.

### Развитие сюжета в игре
Гарри Поттер вместе с Роном, Гермионой (под видом Беллатриссы Лестрейндж) и Крюкохватом отправляются в банк «Гринготтс», чтобы похитить Чашу Пенелопы Пуффендуй, которая является крестражем. По пути они попадают в аварию и Крюкохват говорит, что им придётся найти другой путь. В это время их находят агенты Пожирателей Смерти — новая охрана банка. Расчистив путь, Гарри начинает сражение с драконом, охраняющим сейф Беллатриссы. После битвы, Гарри забирает чашу и Крюкохват бросает их, аргументируя это тем, что он обещал «помочь пробраться в сейф, а не выбраться из него». Гарри, Рон и Гермиона садятся на дракона и летят прочь из банка.
Гарри узнаёт, что ещё один крестраж спрятан в Хогвартсе, который теперь возглавляет Северус Снегг. Друзья вторгаются в Хогсмид и начинают вести боевые действия против егерей и Пожирателей Смерти. После этого, их выручает Аберфорт Дамблдор. Он открывает тайный ход, который ведёт в Выручай-комнату. Гарри с Роном и Гермионой пробираются туда и видят, что Снегг и Пожиратели Смерти перешли на военное положение. Они прознали о выходке Поттера в Хогсмиде.
Невилл и возрождённый Отряд Дамлбдора (О. Д.) готовят революцию против Снегга. Они собираются на вечерней планерке. Гарри прелюдно объявляет о том, что Снегг — убийца Дамблдора и вступает в поединок с Амикусом и Алекто Кэрроу. Затем Макгонагалл атакует Снегга и сражается с ним, после чего тот сбегает.
В школу приходит первое послание Того-Кого-Нельзя-Называть. Гарри говорит Макгонагалл, что ему нужно найти диадему Кандиды Когтевран и уничтожить её. Рон и Гермиона идут в Тайную Комнату. По пути, Гермиона защищает от пауков арахнофоба Рона. Добравшись до Тайной Комнаты, Рон и Гермиона забирают клык Василиска, которым уничтожают Чашу Пенелопы Пуффендуй и спасаются от внезапно нахлынувшей воды.
Волан-де-Морт уже у ворот школы.
Тем временем Джинни, Невилл и Симус собираются взорвать мост, ведущий в заднюю часть замка от Запретного Леса. Невилл и Джинни остаются, чтобы прикрыть его, а Симус, попутно сражаясь с Пожирателями Смерти, закладывает взрывчатку. Мост успешно взрывается, но Пожиратели Смерти идут на Главный вход Хогвартса. Макгонагалл, при помощи каменных статуй, которых она заколдовала ранее, сражается против двух великанов и Пожирателей Смерти.
Гарри, Рон и Гермиона пробираются в Выручай-комнату и пытаются найти диадему Кандиды Когтевран. Им мешают Драко, Гойл и Забини. В процессе боя, Гойл начинает злиться на Драко и высказывает ему своё недоверие. В конце, заклинает Адское Пламя и погибает. Гарри достаёт и уничтожает диадему, спасая Малфоя, а Рон — Блейза. Потом Гарри узнаёт, что змея Нагайна — последний крестраж. Друзья направляются в лодочный сарай, попутно сражаясь с Пожирателями смерти.
На выходе из школы, Гермиона схлестнулась в поединке с Фенриром Сивым. Пока она разбиралась с оборотнем, Гарри и Рон проникли в лодочный сарай и стали свидетелями смерти Северуса Снегга, которого убил Волан-де-Морт из-за своей алчности и жажды власти, даже из-за Бузинной палочки. Снегг отдаёт Гарри воспоминания со словами «Посмотри мои воспоминания. Это поможет тебе. Они должны ответить за всё. Глаза матери» и умирает.
Из воспоминаний Снегга, Гарри узнаёт, что он сам — седьмой крестраж, а тем временем Тёмный Лорд посылает в школу ещё одно послание. Гарри уходит в Запретный Лес и сдаётся Волан-де-Морту. Тот, недолго размышляя, убивает его. Гарри встречается с профессором Дамблдором и тот ему рассказывает, что часть души Тёмного Лорда уничтожена и говорит, что Гарри волен выбирать: возвращаться на поле боя или же остаться. Гарри несёт Хагрид, рядом Волан-де-Морт с победным выражением лица. Он предлагает желающим вступить в лигу Пожирателей Смерти. Драко переходит обратно, под звонкий упрёк Рона. Невилл призывает всех продолжать битву. В это время, Гарри выпрыгивает из рук Хагрида. Драко отдаёт ему палочку и начинается дуэль Лорда Волан-Де-Морта и Гарри Поттера. После битвы, разъярённый Волан-де-Морт преследует Гарри и настигает его.
Джинни Уизли возглавила один из отрядов (ученик Пуффендуя и ученица Когтеврана) и начала сражение против настигающих их Пожирателей Смерти. Натиск спал, но ненадолго. Пожиратели Смерти начали бомбардировку школы. Джинни вместе с отрядом бежит в Большой Зал, где её пытается убить Беллатрисса. Появляется Молли Уизли. После непродолжительной схватки, Молли убивает Беллатриссу. Начинается решающий поединок. Невилл обезглавливает Нагайну мечом, уничтожив последний крестраж. Гарри сражается с Волан-де-Мортом на строительных лесах, а потом действие переходит на Главный Двор школы, где Гарри участвует в двух этапах дуэли. После их прохождения, заклятье Тёмного Лорда отражается в него самого и Волан-де-Морт погибает.
Эпилог показывает будущее Гарри и его друзей через девятнадцать лет.

### Озвучивание
В английской версии, по традиции предыдущих частей, начиная с четвёртой части, некоторых персонажей игры озвучили актёры, сыгравшие данных героев в серии фильмов.[уточнить]
В русской версии игры персонажей также озвучивали некоторые актёры, привлечённые к дубляжу кинофильмов: Николай Быстров (Гарри Поттер), Александр Комлев (Симус Финниган), Всеволод Кузнецов (Волан-де-Морт) и другие.
Другие актёры — Елена Соловьева (Гермиона Грейнджер), Андрей Бархударов (Рон Уизли, озвучивал персонажа с третьей части игры), Дмитрий Филимонов (Невилл Долгопупс, озвучен этим же актёром в пятой и шестой частях), Марина Бакина (Молли Уизли), Полина Чекан (Джинни Уизли), Владимир Антоник и Людмила Шувалова (Амикус и Алекто Кэрроу), Александр Дзюба (Струпьяр); Александр Дзюба, Леонид Белозорович, Никита Прозоровский, Александр Груздев, Илья Исаев, Станислав Стрелков, Эдуард Двинских, Александр Гаврилин, Сергей Кутасов, Иван Жарков (Пожиратели смерти); Рудольф Панков (Фенрир Сивый), Марина Тарасова (Беллатриса Лестрейндж).

## Игровой процесс
Игра выполнена в жанре action-adventure: игроку, управляя Гарри (и иногда — другими героями), необходимо исследовать локации, периодически сражаясь с врагами при помощи волшебной палочки, используя различные заклинания, предусмотренные разработчиками. Игра перемежается видеороликами и диалогами.

## Рецензии и оценки
| Сводный рейтинг | Сводный рейтинг      | Сводный рейтинг       | Сводный рейтинг     | Сводный рейтинг      | Сводный рейтинг     |
| Издание         | Оценка               | Оценка                | Оценка              | Оценка               | Оценка              |
| Издание         | DS                   | PC                    | PS3                 | Wii                  | Xbox 360            |
| --------------- | -------------------- | --------------------- | ------------------- | -------------------- | ------------------- |
| GameRankings    | 67,00 %              | 45,33 %               | 45,80 %             | 42,00 %              | 43,52 %             |
| Metacritic      | 55 / 100 (5 обзоров) | 43 / 100 (12 обзоров) | 43 / 100 (21 обзор) | 47 / 100 (6 обзоров) | 44 / 100 (31 обзор) |

| Иноязычные издания    | Иноязычные издания |
| Издание               | Оценка             |
| --------------------- | ------------------ |
| AllGame               | [ 31 ]             |
| Eurogamer             | 4 / 10             |
| GameSpot              | 4 / 10             |
| GameTrailers          | 5,4 / 10           |
| IGN                   | 5,5 / 10           |
| ONM                   | 55 %               |
| Русскоязычные издания |                    |
| Издание               | Оценка             |
| Absolute Games        | 50 %               |
| «PC Игры»             | 3,5 / 10           |
| PlayGround.ru         | 3,0 / 10           |
| «Игромания»           | 5,5 / 10           |
| StopGame.ru           | мусор              |
| Игры@Mail.Ru          | 6,0 / 10           |

Игра получила различные оценки от игровой прессы, преимущественно средние и выше среднего, однако встречаются и очень низкие баллы.